# Bonifatius Haushiku
Bonifatius Haushiku, también conocido como  Hausiku (25 de mayo de 1932 - 12 de junio de 2002) fue un líder  religioso católico de Namibia.

## Primeros años
Haushiku nació en  Sambiu el 25 de mayo de 1932. Asistió a la Escuela de Formación de Profesores de San José en Döbra y al Seminario Menor de Santa Teresa y al Seminario Mayor de San Agustín en Roma, Lesoto.

## Carrera
En junio de 1966, Haushiku fue ordenado sacerdote. El 27 de enero de 1979, Haushiku fue ordenado obispo, convirtiéndose en el primer obispo católico indígena de Namibia. Fue nombrado obispo titular de Troyna y obispo auxiliar de Windhoek. En noviembre de 1980, Haushiku fue nombrado vicario apostólico de Windhoek.
En 1986 Haushiku, junto con el obispo luterano Kleopas Dumeni y el obispo anglicano James Kauluma, impugnó el toque de queda que las autoridades sudafricanas habían impuesto en Namibia desde el anochecer hasta el amanecer. Los obispos argumentaron que el toque de queda violaba la libertad de reunión, la libertad de religión, la libertad de asociación y la libertad de movimiento. Más tarde, ese mismo año, formó parte de una delegación que viajó a Washington D. C. para "hacer un llamamiento a la presión sobre el gobierno de Sudáfrica para que ponga fin a su larga ocupación de su país".
El 22 de mayo de 1995 Haushiku fue nombrado como arzobispo de la recién creada arquidiócesis de Windhoek.
En 2000, como presidente del Consejo de Iglesias en Namibia, encabezó una marcha de protesta de 2000 personas en la que habló contra el desempleo, la pobreza, las enfermedades, la violencia de género y el asesinato.
Después de sufrir de cáncer por más de un año, Haushiku murió el 12 de junio de 2002.

## Reconocimiento
El Colegio San Bonifacio, un internado en  Kavango Este fundado en 1995, lleva su nombre.